# Bosquerola emmascarada de Belding
La bosquerola emmascarada de Belding (Geothlypis beldingi) és un ocell de la família dels parúlids (Parulidae).

## Hàbitat i distribució
Habita zones d'aiguamolls a la Baixa Califòrnia.